# Calcaterra
Calcaterra is een Italiaans historisch merk van motorfietsen.
Ingenieur Piero Calcaterra uit Milaan bouwde eind 1926 een lichte 175cc-tweetakt. De machine ging in 1927 in serieproductie. Het bijzondere aan de constructie was dat carter en versnellingsbak horizontaal deelbaar waren, in tegenstelling tot de verticaal deelbare blokken die indertijd gebruikelijk waren.